# 지푸라기라도 잡고 싶은 짐승들 (소설)
《지푸라기라도 잡고 싶은 짐승들》(일본어: 藁にもすがる獣たち)은 2011년 발행된 소네 게이스케의 일본 소설이다.

## 영화화
대한민국에서 영화화되어 2020년 2월 공개되었다.